# Großsaarhof
Großsaarhof ist ein Gemeindeteil des Marktes Maroldsweisach im unterfränkischen Landkreis Haßberge in Bayern.

## Geographie
Die Einöde liegt im nordöstlichen Teil des Landkreises Haßberge innerhalb des Naturparks Haßberge auf einer Weisachterrasse und innerhalb einer von größeren Waldflächen sowie Ackerflächen strukturierten, bewegten hügeligen Landschaft. Großsaarhof befindet sich südöstlich an der Bundesstraße 303, die von Coburg nach Schonungen führt.

## Geschichte
Der Ortsnamen des Gehöftes leitet sich vom althochdeutschen „sahar“ ab und bedeutet sumpfiges Land, in dem saures Riedgras wächst.
Die erste urkundliche Nennung war 1364 und findet sich im Lehensbuch 5 des Staatsarchivs Würzburg. Wolfram von Stein bekam damals den „Sorhoff“ unterhalb der Burg Altenstein zu Lehen. Ende des 16. Jahrhunderts gehörte Großsaarhof mit einer Schäferei und zwei Söldengütern zur Zent Ebern.
Im Jahr 1619 verkauften die Herren von Stein neben anderen Besitzungen auch alle „Hofraithen zum Saarhof“ um Schulden zu tilgen an den Würzburger Bischof Gottfried. 1759 wurden das Gut an das Würzburger Juliusspital veräußert. 1818 wohnten auf dem Ökonomiegut elf Familien mit 41 Personen in sieben Gebäuden.
1860 erwarb Julius von Rotenhan vom Juliusspital den Gutshof. Die Rotenhan verbesserten durch Entwässerung der Felder mit Drainagen und rationale Bewirtschaftung den Ertrag wesentlich. Nach 1945 umfasste das Gut 116 Hektar Nutzfläche und 770 Hektar Wald.
Großsaarhof wurde der 1818 gebildeten Ruralgemeinde Gückelhirn zugeordnet, die 1862 in das neu geschaffene bayerische Bezirksamt Ebern eingegliedert wurde. Die Einöde Kleinsaarhof bestand südöstlich in etwa 400 Meter Entfernung bis Ende des 19. Jahrhunderts.
1871 hatte die Siedlung 12 Einwohner und neun Gebäude. Sie gehörte zum Sprengel der evangelisch-lutherischen Pfarrei im 2,0 Kilometer entfernten Altenstein, wo sich auch die evangelische Schule befand.
Im Jahr 1900 zählte die Einöde 16 Einwohner sowie ein Wohngebäude und 25 Jahre später lebten dort dreizehn Personen in zwei Wohngebäuden. Im Jahr 1950 war die Zahl der Wohngebäude auf drei gewachsen. Der Weiler hatte 27 Einwohner. 11 Jahre später wurden weiterhin drei Wohngebäude verzeichnet. 19 Einwohner wurden noch gezählt. In den Jahren 1970 und 1987 wurden für die Einöde in den Statistiken 5 bzw. 2 Einwohner erfasst. 1987 bestand noch das Wohngebäude des Verwalters.
Am 1. Juli 1972 wurde der Landkreis Ebern aufgelöst und Großsaarhof kam mit Gückelhirn zum Haßberg-Kreis. Am 1. Juli 1975 folgte die Eingliederung als Gemeindeteil nach Maroldsweisach.